# 다케베 사토시
다케베 사토시(武部聡志, 1957년 2월 12일 ~ )는 일본의 작곡가이자 편곡가, 음악 프로듀서이다. 출신지는 도쿄도이며, 인기 영화 코쿠리코 언덕에서의 사운드트랙에 참여한 것으로 널리 유명하다. 대표적인 노래로는 Fickle as The Weather, The Escape가 있다.

## 같이 보기
- 코쿠리코 언덕에서